# Michele Pepe
Michele Pepe (Canosa di Puglia, 3 settembre 1946 – Milano, 6 luglio 1997) è stato un fumettista italiano.

## La carriera
Michele Pepe, giovane ragioniere con il pallino del fumetto, lascia il lavoro di contabile nel 1976, quando viene assunto dalla Casa Editrice Dardo, per la quale disegna alcuni episodi di Super Eroica, fumetto bellico in voga all'epoca.
Nel 1977 entra a far parte dello Staff di If, e disegna alcune storie per  La furia del West. Inoltre collabora a Il Monello, Intrepido e Corrier Boy. Nel 1979 collabora con la casa editrice Mursia, per la serie Gli eroi del mare. Resta con lo Staff di If fino al 1980, quando si dedica alla realizzazione di alcune storie per Il Giornalino.
Nel 1981 lavora per la Grandreams di Londra, realizzando un episodio di Sword and Justice.
Tra il 1981 e il 1982 collabora al settimanale Adamo diretto da Luciano Secchi (Max Bunker), disegnando le avventure di Master.
Dal 1982 al 1985 lavora per Lanciostory e Skorpio (Eura Editoriale), disegnando alcune storie “libere”, ossia non inserite in collane particolari.
La collaborazione più importante della sua carriera inizia sul finire del 1985. È quella con la Sergio Bonelli Editore. Realizzerà molte storie per diverse collane, iniziando con le vignette di Tragico assedio (febbraio 1986) per la collana Zagor.
Successivamente diventa Art Director, ricoprendo così il ruolo di correttore per le tavole e copertine delle varie collane bonelliane. Realizzò anche un concept design di Nathan Never, ma alla fine quello di Claudio Castellini fu preferito al suo ed a quello di Dante Bastianoni.
Il 6 luglio 1997 Michele Pepe muore nel sonno, a 50 anni.
Nell'aprile del 1999, sulle pagine dello Speciale Zagor n. 11, dal titolo Il principe degli Elfi, il personaggio di Pepper è disegnato con le fattezze di Pepe.